# 1503 en littérature
| Années de la littérature : 1500 - 1501 - 1502 - 1503 - 1504 - 1505 - 1506    |
| Décennies de la littérature : 1470 - 1480 - 1490 - 1500 - 1510 - 1520 - 1530 |

Cet article présente les faits marquants de l'année 1503 en littérature.

## Parutions

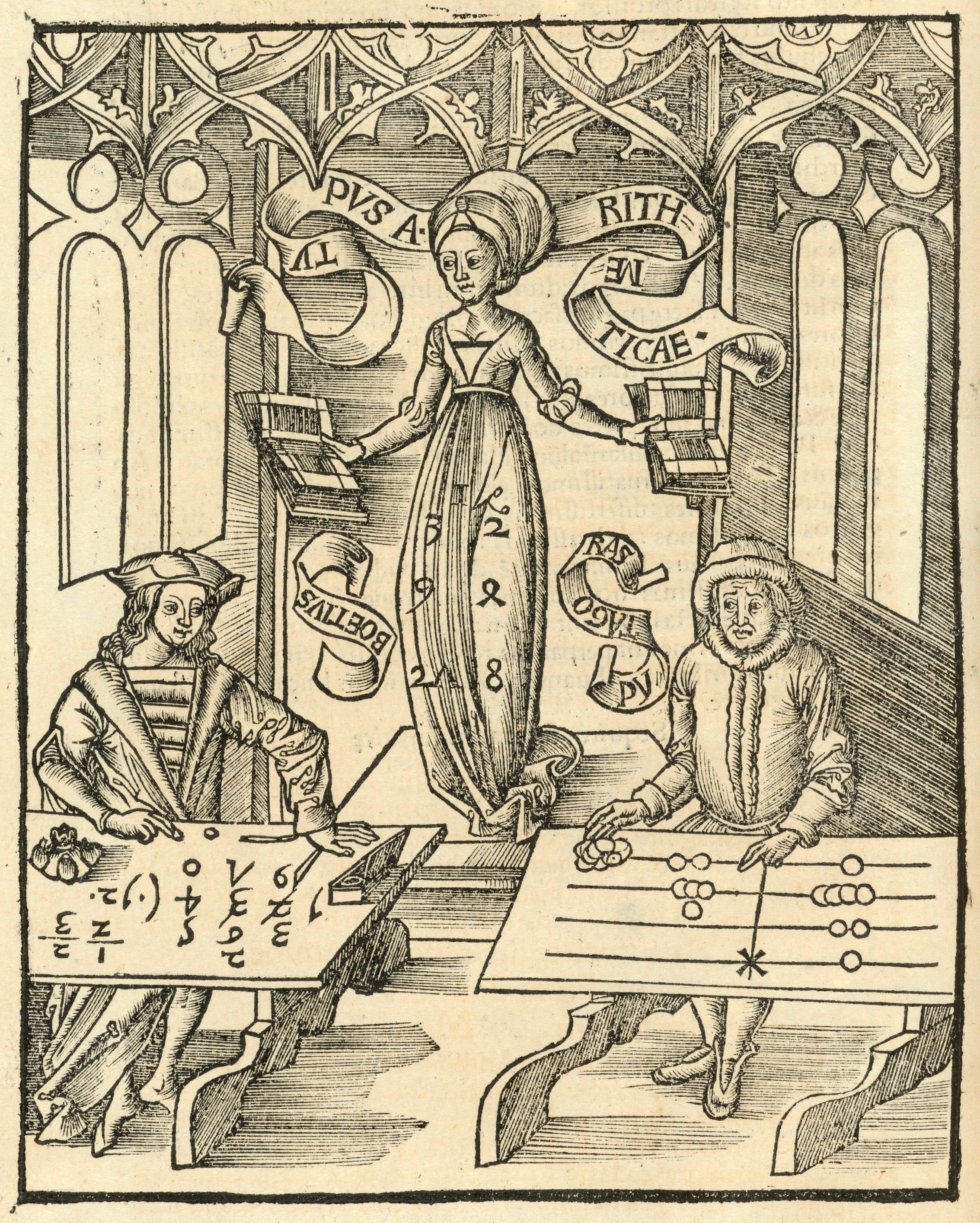
Margarita Philosophica, gravure de l'édition de 1503

- Margarita Philosophica, première encyclopédie imprimée de l'humaniste allemand Gregor Reisch[1].
- Jean Lemaire de Belges rédige La Plainte du Désiré, dialogue paru à Paris en 1509[2].

## Naissances
- 28 juin : Giovanni Della Casa, littérateur italien de la Renaissance  († 1556).

- Thomas Wyatt, poète anglais († 11 octobre 1542).